# Ardagh (Longford)
Ardagh es una villa situada en el condado de Longford, Irlanda. Según el censo de 2022, tiene una población de 284 habitantes.
Está ubicada en el centro del país, a poca distancia del río Shannon.